# Ackendorf

Ackendorf este o comună din landul Saxonia-Anhalt, Germania.